# Antrocephalus nigricorpus
Antrocephalus nigricorpus is een vliesvleugelig insect uit de familie bronswespen (Chalcididae). De wetenschappelijke naam is voor het eerst geldig gepubliceerd in 1914 door Girault.